# ボビー・ダル
ボビー・ダル（Bobby Dall、1963年11月2日 - ）は、アメリカ合衆国のミュージシャン。
ロックバンドポイズンのベーシスト。